# ポマク
ポマク人（ブルガリア語：Помаци / Pomatsi、英語：Pomaks）は、主に、ブルガリア人のムスリムの人々を指す。また、ユーゴスラビア時代のマケドニア共和国におけるスラヴ系ムスリムのことを指す場合もある。

## ブルガリアのムスリム

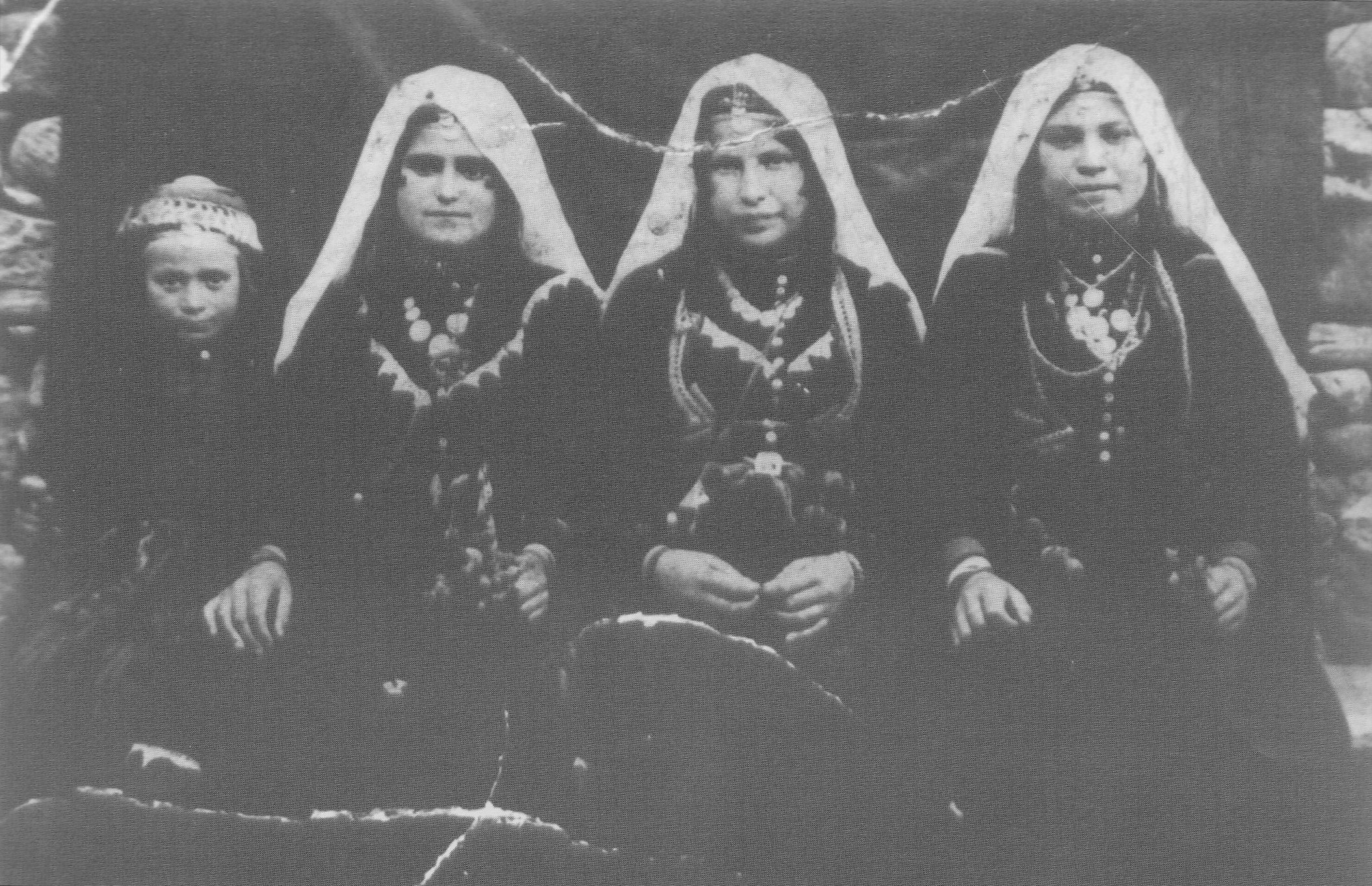
民族衣装を身に着けたポマク人(1934年)

ブルガリアにおけるポマク人は、オスマン帝国支配下で、キリスト教からイスラム教に改宗したブルガリア人の子孫である。その名前はポムチェーン помъчен（拷問された） あるいは ポマガーチ помагач（占領者への協力者）に由来する。
ブルガリア語を母語とし、同国のトルコ系住民やその他のムスリムと交じり合わないし、ブルガリア正教徒たちとも異なるアイデンティティを持つ。ブルガリア政府はポマク人を「少数民族」というより「宗教的少数派」と見なしている。

## ブルガリア国外のブルガリア系ムスリム

### ギリシア
ギリシア政府は、ギリシア領に住むムスリムが話すのはトルコ語のみだとみなして、ムスリムたちを教育する上でトルコ語のみを使用するようにしてきたので、彼の地のポマクはほとんどがブルガリア語とトルコ語とバイリンガルであり、トルコ語しか話せないものもいる。また、ブルガリア語を話すといってもそれはトルコ語とギリシア語に相当な程度影響されたものであり、本国のブルガリア語標準語とは大きな隔たりがある。

### トルコ
トルコにおいてもポマクのコミュニティーは存在し、人数の規模は12万人程度だと概算されている。しかし、トルコ政府はポマクのことも少数民族として承認しておらず、トルコに住むポマクは多分にトルコ化されている。そのため彼らのうちには自らをトルコ人と自認するものもいる。

### マケドニア共和国
ブルガリア人の間では、マケドニア語はブルガリア語の一部であるとみなされており、マケドニア語を母語とするムスリムはポマク（ムスリム・ブルガリア人）であると見られている。これらの人々は、自らを「ポマク」、「トルベシュ」、あるいは「マケドニア人」とする民族自認を持っている。ユーゴスラビア時代は、彼らは民族自認として「ムスリム人」を名乗っていた。